# Shigeharu Mukai J Quintet featuring Junko Onishi
『Shigeharu Mukai J Quintet featuring Junko Onishi』（J5 向井滋春Jクインテット・フィーチャリング・大西順子）は、日本のジャズトロンボーン奏者の向井滋春による somethin'else レーベルから1994年2月23日に発売されたアルバム。
また、ピアニストの大西順子が参加している。

## 収録曲
| #         | タイトル                                          | 作詞      | 作曲                 | 時間 |
| --------- | ------------------------------------------------- | --------- | -------------------- | ---- |
| 1.        | 「オン・リフレクション」(On Reflection)           | -         | 向井滋春             | 5:46 |
| 2.        | 「スピリチュアル・コーリング」(Spiritual Calling) | -         | 向井滋春             | 5:00 |
| 3.        | 「ストレッチ・アウト」(Stretch Out)               | -         | 向井滋春             | 8:30 |
| 4.        | 「セレニティ」(Serenity)                          | -         | ジョー・ヘンダーソン | 5:36 |
| 5.        | 「ウーマン・チャイルド」(Woman Child)             | -         | ロドニー・ウィテカー | 4:47 |
| 6.        | 「マルドロール」(Maldoror)                        | -         | 山口真文             | 9:35 |
| 7.        | 「ベルリン」(Berlin)                              | -         | 向井滋春             | 6:34 |
| 合計時間: | 合計時間:                                         | 合計時間: | 45:48                |      |

## アルバム参加ミュージシャン
- 向井滋春 - トロンボーン
- 山口真文 - テナー・サックス
- 大西順子 - ピアノ
- ロドニー・ウィテカー（英語版） - ベース
- グレック・ハッチンソン（英語版） - ドラムス

## 製作クレジット
- プロデューサー - 向井滋春、Sentimental Family
- エグゼクティブ・プロデューサー - 行方均
- レコーディング・エンジニア - 飯田益三
- アシスタント・エンジニア - Yoshiyuki Yokoyama, Hideki Kodera, Taizo Sugihara
Recorded on November 25 & 26, 1993 at Woodstock Karuizawa Studio
Mixed on December 5, 1993 at Toshiba EMI Studios 3, Tokyo
- マスタリング・エンジニア - 岡崎好雄

- フロント写真 - Rice Yoneda
- バック写真 - 藤本史昭
- アート・ディレクション - 多久薫
- A&R ディレクター - 津下佳子
- ライナー・ノーツ - 藤本史昭

## 受賞歴
- スイングジャーナル誌選定ゴールドディスク

## リリース日一覧
| 地域 | リリース日    | レーベル                  | 規格                   | カタログ番号   | 備考                   |
| ---- | ------------- | ------------------------- | ---------------------- | -------------- | ---------------------- |
| 日本 | 1994年2月23日 | somethin'else (東芝EMI)   | 12cmCD                 | TOCJ-68041     |                        |
| 日本 | 2004年4月1日  | EMIミュージック・ジャパン | デジタル・ダウンロード | 727551644      | iTunes Store           |
| 日本 | 2004年4月1日  | EMIミュージック・ジャパン | デジタル・ダウンロード | A1000106384    | レコチョクシングル扱い |
| 日本 | 2004年4月1日  | EMIミュージック・ジャパン | デジタル・ダウンロード | B0046B8MKY     | アマゾン mp3           |
| 日本 | 2004年4月1日  | EMIミュージック・ジャパン | デジタル・ダウンロード | 8d6kgx6k6rh6   | MSN Music mp3          |
| 日本 | 2013年7月10日 | EMIミュージック・ジャパン | デジタル・ダウンロード | 00094631430855 | mora AAC-LC 320kbps    |